# 전일수 (1966년)
전일수(田日秀, 1966년 12월 1일 ~ )은 대한민국의 제5·6대 부산광역시의원이다.

## 학력
- 1973.03 ~ 1978.02 명륜국민학교 졸업
- 1978.03 ~ 1981.02 동래중학교 졸업
- 1981.03 ~ 1984.02 동래고등학교 졸업
- 1984.03 ~ 1989.02 부산외국어대학교 말레이인도네시아어 학사 졸업

### 비학위 수료
- ~ 2005 부산대학교 행정대학원 행정학과 석사 졸업

## 경력
- 2001.08 ~ 2006.03 부산광역시장 정무비서관
- 2006.09 ~ 2008.06 부산도시공사 홍보담당관
- 2008.06 ~ 2010.06 제5대 부산광역시의회 의원
- 2008.07 한나라당 부산시당 디지털위원회 위원장
- 2009.03 부산학교급식연합회 자문위원
- 2009.06 부산환경운동연합 자문위원
- 2009.07 부산항일학생의거기념사업회 이사
- 2009.09 한나라당 부산시당 부대변인
- 2009.12 한나라당 부산시당 동래구 당협위원회 부위원장
- 2010.07 ~ 2012.01 제6대 부산광역시의회 의원
- 2010.07 ~ 2010.10 제6대 부산광역시의회 시민공원조성소 위원회 위원장
- 2010.07 ~ 2012.01 제6대 부산광역시의회 창조도시교통위원회 위원
- 경성대학교 조교수
- 2017.03.27 더불어민주당 입당
- 더불어민주당 부산시당 도시재생특별위원회 부위원장
- 문재인 대통령 후보 부산시당 동래구 선거대책위원회 공동선대본부장

## 역대 선거 결과
|  | 46.87% |

|  | 59.08% |

|  | 6.67% |